# Epanochóri (La Canée)
Epanochóri, en grec moderne : Επανωχώρι, est un village du dème de Kándanos-Sélino, dans le district régional de La Canée, de la Crète, en Grèce. Selon le recensement de 2011, la population d'Epanochóri compte 66 habitants. Le village est situé à une altitude de 600 m et à une distance de 45 km de La Canée.

## Recensements de la population
| Recensements | 1900 | 1920 | 1928 | 1940 | 1951 | 1961 | 1971 | 1981 | 1991 | 2001 | 2011 |
| ------------ | ---- | ---- | ---- | ---- | ---- | ---- | ---- | ---- | ---- | ---- | ---- |
| Population   | 308  | 276  | 309  | 587  | 242  | 240  | 172  | 140  | -    | 114  | 66   |